# 김은구
김은구(1938년 ~ )는 황해도 해주 출신으로 배문고등학교를 졸업하였고, 동국대학교 법학과를 중퇴하였다. 조선일보, 서울신문, 경향신문에서 근무하였다. 1973년 KBS에 입사해 사회문화부장, 취재국장, 대전방송국장, 기획조정실장, 뉴스센터 주간, 부산방송본부장, 기조실장, 경영본부장을 역임했다. 2008년 KBS 사장에 응모하였다.